# Sympathy for the Devil (Laibach)
Sympathy for the Devil è un album in studio del gruppo musicale sloveno Laibach, pubblicato nel 1990.

## Il disco
Il disco contiene sette cover del brano Sympathy for the Devil dei Rolling Stones e una traccia inedita.

## Tracce
1. Laibach: Sympathy for the Devil (Time for a Change) – 5:43
2. Laibach: Sympathy for the Devil (Dem Teufel zugeneigt) – 4:54
3. 300.000 V.K.: Sympathy for the Devil (Anastasia) or Anastasia – 5:32
4. Germania: Sympathy for the Devil (Who Killed the Kennedys – instrumental) – 5:53
5. Germania: Sympathy for the Devil (Who Killed the Kennedys) – 7:04
6. 300.000 V.K.: Sympathy for the Devil (Soul to Waste) – 4:52
7. Laibach: Sympathy for the Devil – 7:52
8. 300.000 V.K.: Sympathy for the Devil (Soul to Waste – instrumental) – 7:52